# Irina Bilyk
Irina Bilyk, född 6 april 1970 i Kiev, är en ukrainsk sångare och skådespelare.

## Diskografi
- «Кувала зозуля» (1990)
- «Я розкажу» (1994)
- «Nova» (1995)
- «Так просто» (1996)
- «Фарби» (1998)
- «Ома» (2000)
- «Biłyk» (2002)
- «Країна» (2003)
- «Любовь. Яд» (2004)
- «На бис» (2008)
- «Рассвет» (2014)
- «Без Грима» (2017)